# ادارانگی
ادارانگی (به انگلیسی: Adarangi) یک روستا در هند است که در کارناتاکا واقع شده‌است.